# عوض عبد الفتاح
عوض عبد الفتاح، هو سياسي فلسطيني، ولد في قرية كوكب أبو الهيجاء - شمال الناصرة عام 1957، اشغل منصب الأمين العام لحزب التجمع الوطني الديموقراطي. تخرج من جامعة بئر السبع عام 1980 وحصل على شهادة الباكلوريوس باللغة والأدب الإنجليزي. عمل مدرساً للغة الإنجليزية في المدرسة الثانوية عرابة البطوف، ولكنه فصل من عمله بعد أقل من سنة بسبب موقفه السياسي ورفضه الالتزام بمنهاج التعليم الإسرائيلي المفروض على المدارس العربية.

## حياته
عام 1981 حتى 1989 عمل صحفياً في جريدة الفجر الفلسطينية الصادرة باللغة الإنجليزية في مدينة القدس الشرقية. منع من الدخول إلى أراضي الضفة الغربية وقطاع غزة بين 1982 - 1984 باوامر إدارية أصدرها وزير الأمن الداخلي الإسرائيلي اعتقل عدة مرات بهدف التضييق على حريته كصحفي وناشط سياسي في حركة أبناء البلد، وتعرّض للاعتداء الجسدي أثناء التحقيق عدة مرات، وكان قد اعتقل لأول مرة أثناء دراسته بسبب نشاطه ضد مصادرة الأراضي في النقب. في العام 1990 تسلم وهو في طريقه إلى المطار أمراً من وزير الأمن الداخلي يمنعه من المشاركة في المؤتمر السنوي للمنظمات غير الحكومية التابعة للأمم المتحدة حول القضية الفلسطينية في العاصمة النمساوية - فيينا. بعد انفجار الانتفاضة الثانية في أواخر عام 2000 وانتقالها إلى عرب الداخل - داخل إسرائيل، تعرض كغيره من النشطاء لملاحقات سياسية تتمثل في الاستدعاء للتحقيق بتهمة التحريض على العنف والمظاهرات العنيفة والتماثل مع «عدو إسرائيل». وخلال العدوان الإسرائيلي على قطاع غزة أواخر 2008 اوائل 2009 اعتقل ليومين بعد مشاركته وقيادته لمظاهرة صاخبة احتجاجاً على العدوان. في عام 1989 عمل رئيساً لتحرير جريدة الميدان - جريدة أبناء البلد، التي تنادي بدولة علمانية ديموقراطية في فلسطين. تم إغلاق الجريدة بعد أن ضغطت المخابرات الإسرائيلية على صاحب رخصة الجريدة. كان عبد الفتاح أحد قادة حركة أبناء البلد، التي كانت من المبادرين الرئيسيين التأسيس حزب التجمع الوطني الديمقراطي عام 1995 . تراس تحرير جريدة «فصل المقال» حتى عام 1997 عندما انتخب أمينا عاماً للحزب.

## أعماله
ما يزال عبد الفتاح يكتب المقالات السياسية بين الحين والآخر. وأصدر كتيب خطاب إلى الأجيال الجديدة «ثقافة في ميدان السياسة والتغيير» الطبعة الأولى | سنة 2005 والطبعة الثانية سنة 2008 وكتيب «خطاب إلى الشباب» (2) - القومية وحلم الحرية والعدالة الاجتماعية والحداثة. عبد الفتاح هو عضو في لجنة المتابعة العليا لشؤون المواطنين العرب التي هي بمثابة القيادة الموحدة لعرب الداخل، وينضوي فيها جميع الأحزاب السياسية وممثلون عن رؤساء البلديات والمجالس العربية.